# Richard Burgstahl
René Billa (1884 – 1944) was een Frans kunstschilder en glazenier die bekend werd onder zijn pseudoniem Richard Burgstahl
René Billa werd geboren in Nice. Hij studeerde muziek en werd door zijn latere vrouw - Rita Strohl (1865-1941), pianist en componist - een groot bewonderaar van Richard Wagner. Vanaf 1905 werd hij actief als schilder. Zijn werk wordt geplaatst in de stroming van het symbolisme.
Zijn grootste bekendheid dankt Burgstahl aan zijn werk als glazenier. In 1910 ontmoette hij Gustave Fayet die enkele jaren daarvoor de Abdij Sainte-Marie de Fontfroide had gekocht en een begin gemaakt had met de restauratie. Beide waren zeer geïnteresseerd in het hermetisme. Burgstahl werd de meester-glazenier van de abdij.
In de lente van 1912 begint Burgstahl met financiële steun van Gustave Fayet een glasatelier. Een jaar later begon de productie van de gebrandschilderde ramen voor de abdijkerk van Fontfroide. Een aantal van deze ramen kent een bijzondere thematiek gelet op de cisterciënzer oorsprong van de abdij. Burgstahl koos voor een ontwerp geïnspireerd door het leven van Franciscus van Assisi, in plaats van dat van Bernardus van Clairvaux. De toepassing van vele schakeringen groen in de ramen toont het meesterschap van Burgstahl als glazenier.
In de slaapzaal van de monniken, door Fayet verbouwd tot muziekzaal, creëerde Burgstahl de illusie van gebrandschilderde ramen door beschilderd rijstpapier tussen twee glasplaten te plaatsen. Bovendien bracht hij op de noordelijke wand een groot fresco aan. Aan de oostzijde werden gebrandschilderde ramen geplaatst met afbeeldingen uit de Verdoemenis van Faust.
De slaapzaal van de lekenbroeders is door Burgstahl voorzien van gebrandschilderde ramen met een mozaïekachtig patroon. Er is glas verwerkt afkomstig van in de Eerste Wereldoorlog verwoeste ramen van kathedralen uit Noord- en Oost-Frankrijk.